# DIP Pocket PC
DIP Pocket PC var världens första IBM-kompatibla PC i palmtopstorlek. Den utvecklades av företaget Distributed Information Processing, men är mest känd i den licensbyggda versionen Atari Portfolio.